# شیخ اوبا
شیخ اوبا (به لاتین: Şıxoba) یک منطقه مسکونی در جمهوری آذربایجان است که در شهرستان شکی واقع شده است.